# Albaumer Bach
Die Albaumer Bach, am Oberlauf Heinsberger Bach und im Quelllauf Krenkelsbach genannt, ist 13,2 km langer, ganz auf der Gemarkung Kirchhundems verlaufender südlicher und orographisch linker Nebenfluss des Lenne-Nebenflusses Hundem im Kreis Olpe, Nordrhein-Westfalen, im Nordwesten des Rothaargebirges.

## Geographie

### Verlauf
Der Albaumer Bach entsteht in Oberalbaum mit dem Zusammenfluss von der Lütken Aa und dem von Heinsberg kommenden Heinsberger Bach, der als Oberlauf des Albaumer Bachs angesehen werden kann. Die Quelle Krenkelsbachs, wie der Hauptarm bis Heinsberg heißt, liegt am Nordwesthang des Riemen, unmittelbar an der Rhein-Weser-Wasserscheide. Nach einer Nordost- und einer Südwestwendung fließt der Bach nordwestlich seiner Quelle in Heinsberg parallel zur Landesstraße 713, der er fortan nach Nordwesten folgt und auch die Albaumer Klippen und anschließend den namensgebenden Ort Albaum passiert. von dort an wird er, nach Zusammenfluss mit der Lütken Aa Albaumer Bach genannt. Schließlich mündet er in Herrntrop auf einer Höhe von 312 m ü. NHN von links in die dort von Osten kommende Hundem.

### Zuflüsse
Heinsberger Bach
- Wohlsiepen (links), 1,2 km
- Walmeekersiepen (links), 2,8 km
- Ebersiepen (links), 2,6 km
- Hatmescheider Siepen (rechts). 1,2 km
- Rehsiepen (rechts)

Albaumer Bach
- Lütken Aa (Aabach) (links), 4,6 km